# Jim Doyle
James Edward Doyle, detto Jim (Washington, 23 novembre 1945), è un politico statunitense, governatore del Wisconsin dal 2003 al 2011 ed in precedenza procuratore generale dello stesso stato dal 1991 al 2003. Doyle è membro del Partito Democratico.